# Helmand (fiume)
L'Helmand o Helmand Rōd (in pashto/farsi هلمند رود; latino Erymandrus) è il fiume più lungo dell'Afghanistan (1 150 km) ed è il principale tributario dell'area endoreica del bacino del Sistan. Dà il nome alla provincia di Helmand.

## Etimologia
Il nome deriva dall’avestico Haētumant, letteralmente “arginiato, provvisto di diga”, in riferimento sia al fiume Helmand sia alle aree irrigate circostanti. La parola Haetumant è etimologicamente affine al sanscrito Setumatī, che significa “colui che ha una diga”.

## Geografia
Il fiume Helmand nasce nella regione dell'Hazārajāt, dalle cime del Koh-e Bābā, all'estremità occidentale dell'Hindu Kush, 80 km ad ovest di Kabul, passando a nord del Passo Unai. Scorre in direzione sud-ovest attraverso il deserto Dasht-e Margoh verso le paludi del Sistan e la regione dei laghi attorno a Zabol, al confine tra Afghanistan e Iran. La portata media dell'Helmand è di 78 m³/s. Tuttavia, questo valore oscilla notevolmente: 2000 m³/s durante le inondazioni e 56 m³/s durante la siccità. Circa il 70% dei terreni agricoli a valle della diga di Kajakai è irrigato da numerosi canali costruiti negli anni '60. Circa due terzi dell'acqua di Hilmend viene utilizzata per questo scopo.
Per buona parte della sua lunghezza il fiume non è salato ed è perciò possibile sfruttare le sue acque per l'agricoltura, nonostante un aumento di sali minerali ne abbia determinato un minore utilizzo. Il progressivo incremento della salinità lungo il corso è dovuto alla elevata evaporazione a cui è soggetto nel basso corso, dato che attraversa territori molto aridi e caldi e peraltro scarsi di ulteriori affluenze, cosicché il bilancio apporti/evaporazione è sbilanciato verso quest'ultima. L'applicazione di tecniche di irrigazione a bassa tecnologia e ad elevata dispersione ed evaporazione (come quella a scorrimento) enfatizza drammaticamente il problema. 
Le sue acque sono di fondamentale importanza non solo per le popolazioni afghane: l'Helmand, alimentando un hamun (Daryācheh-ye Hāmūn), è essenziale anche per la popolazione del distretto di Sistan e Baluchistan nell'Iran sudorientale.
Il principale affluente del fiume Helmand è l'Arghandab (su cui sorge una diga presso Kandahar), che confluisce nell'Helmand nei pressi di Lashkar Gah. Un altro affluente è il Musa Qala, proveniente da nord (riva destra) e che sfocia nella città di Sangin.

### Serbatoi di acqua e dighe
Lungo il corso del fiume sorgono diverse dighe artificiali per la produzione di energia idroelettrica. Una delle principali è la diga di Kajaki (32°19′19″N 65°07′08″E), alta 90 metri. Quest'ultima venne danneggiata durante l'invasione americana nell'autunno del 2001, ma venne ripristinata nel 2002.
Sul fiume furono costruite dighe anche a Saraj ed a Boghra (vicino a Girichk, una città ai piedi delle montagne), con lo scopo di estrarre acqua dall'Helmand per l'irrigazione. La diga di Boghra fa parte di un importante complesso di irrigazione per vaste aree di terra arida ma fertile situate sulla riva destra del fiume.

## Storia
Nell'antichità il fiume era chiamato Etymandros da Arriano, Erymanthus da Polibio. La regione della valle dell’Helmand è menzionata con il suo nome nell’Avesta (Fargard 1:13) come terra ariana di Haetumant, uno dei primi centri del culto zoroastriano in aree corrispondenti all’odierno Afghanistan. Tuttavia, tra la fine del I millennio a.C. e l’inizio del I millennio d.C., la prevalenza di comunità induiste e buddiste nelle valli dell’Helmand e del Kabul spinse i Parti a designarla con il nome di “India”.
Dal 1758 al 1842 l’Helmand costituì il confine settentrionale del Khanato brahui di Kalat.

### Dispute politiche
Il deflusso del fiume Helman lungo il confine iraniano è una contesa plurisecolare tra Iran e Afghanistan, che non è stata risolta neppure dalla portata di 26 m³/s stabilita per trattato nel 1973. In loco il deflusso medio (in m³/s) nel 1991 era di 70, scese nel 1993 sotto 17, risalì nel 1997 a quasi 70 e nel 2001 raggiungeva soltanto 1,5. Il 20 settembre 2001 l’Iran presentò un reclamo scritto al Segretario generale delle Nazioni Unite. In base a un’indagine condotta nel luglio 2000 sulla diga di Kajakai e presso la stazione idrometrica a monte nel distretto di Dihrawud, provincia di Uruzgan, la diga risultava chiusa.[11] Le Nazioni Unite avviarono nel 2006 un progetto congiunto attraverso il Fondo mondiale per l'ambiente.
La portata minima garantita in Iran di almeno 850 milioni di metri cubi d’acqua all’anno, prevista dal trattato del 1973, non è mai stata rispettata da alcun governo afghano. A metà maggio 2023 il presidente iraniano Ebrahim Raisi, accompagnato dal ministro degli Esteri Hossein Amir-Abdollahian, visitò la regione di confine, esigendo che l’Afghanistan ottemperasse immediatamente al trattato e minacciando i talebani. Il ministro degli Esteri afghano Amir Chan Muttaki dichiarò che, a causa della crisi climatica e della siccità, il trattato non poteva essere rispettato. Poco dopo, a fine maggio, si verificò uno scontro armato al valico di frontiera islamico-qala, in cui entrambe le parti si accusarono reciprocamente di avere fatto fuoco per primi. Secondo fonti iraniane, due guardie di frontiera iraniane rimasero uccise; il ministero dell’Interno afghano riferì invece di un morto per parte e di diversi feriti.